# Villamuriel de Cerrato

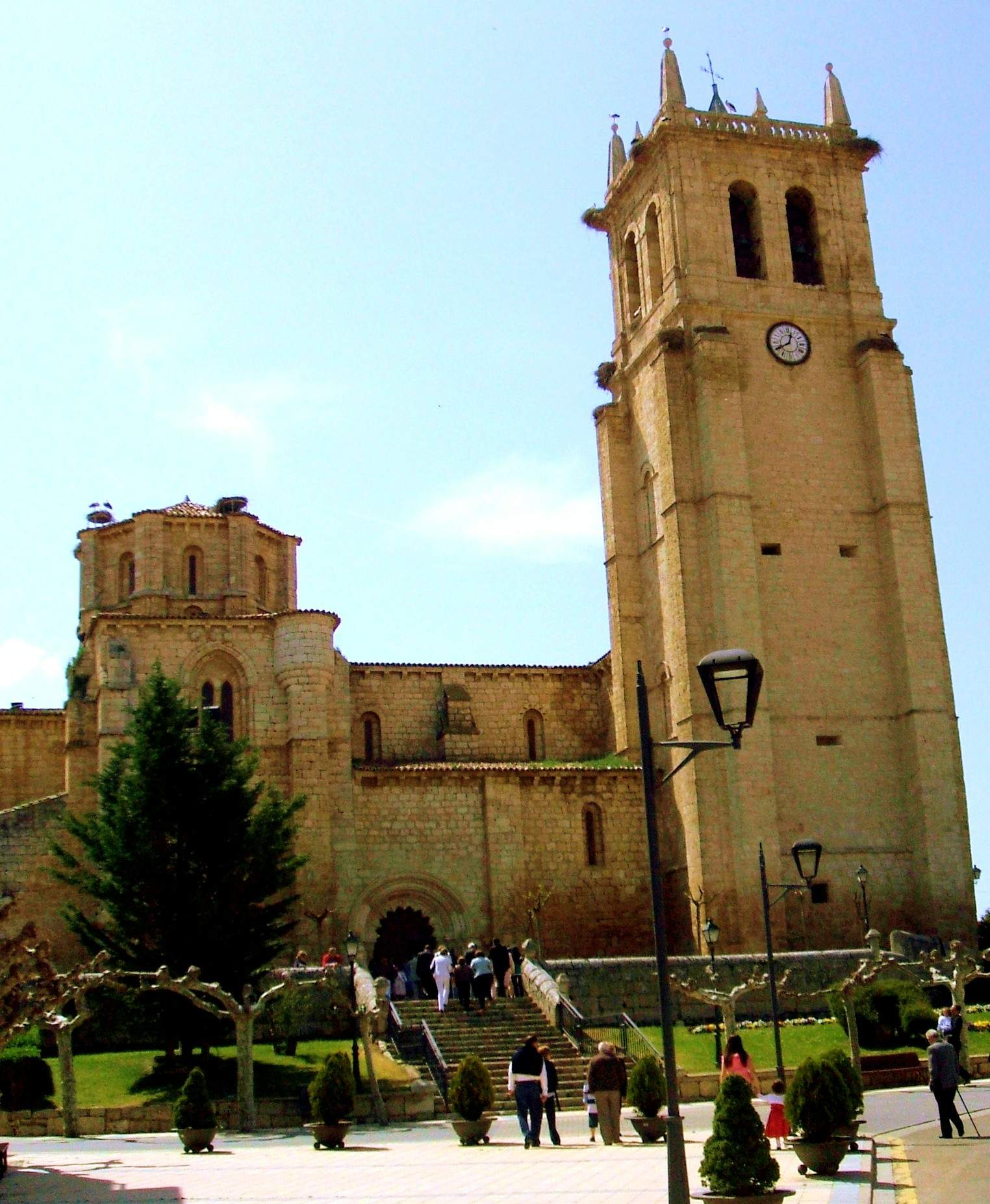
Kirche Santa María la Mayor mit Kirchturm

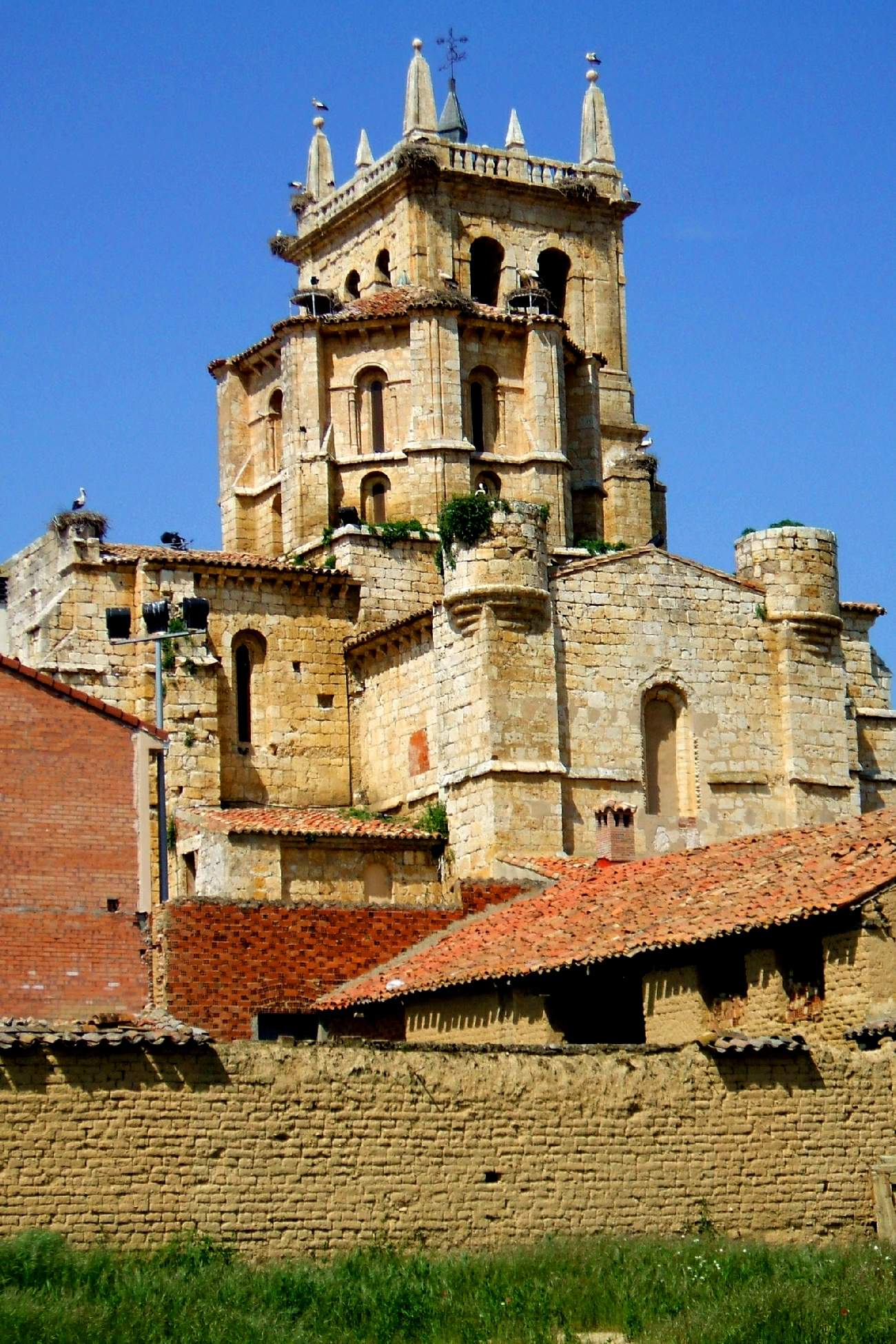
Kirche Santa María la Mayor (Apsis)

Villamuriel de Cerrato ist eine spanische Gemeinde (municipio) mit 6.508 Einwohnern (Stand: 2024) in der Provinz Palencia der Autonomen Gemeinschaft Kastilien-Leon.
Die Kirche Santa María la Mayor in Villamuriel de Cerrato ist ein katholischer Kirchenbau, der im 13. Jahrhundert im frühgotischen oder protogotischen Stil erbaut wurde und innerhalb dessen noch als Übergang angesehen werden kann in die Romanik. Seine raffinierte Architektur, frei von Rekonstruktionen oder nachfolgenden Erweiterungen verschiedener Stile (außer im Turm), macht es zu einem Kulturdenkmal in Castilla y León. Sein herausragendstes Element ist die achteckige Kuppel auf einem Radialgewölbe mit romanischen Darstellungen.
Adolfo Nicolás SJ (1936–2020) wurde in Villamuriel de Cerrato geboren. Er war ein spanischer Jesuit und römisch-katholischer Theologe sowie von 2008 bis 2016 der 30. Ordensgeneral der Jesuiten.